# Catarina I da Rússia
Catarina I (Višķi, 15 de abril de 1684 – São Petersburgo, 17 de maio de 1727) foi a Imperatriz da Rússia de 1725 até sua morte. Nascida como Marta Helena Skavronska, ela era uma serva supostamente de ascendência sueca que foi criada pelo pastor luterano Johann Ernst Glück. Ela acabou indo parar aos serviços do príncipe Alexandre Danilovitch Menchikov e conheceu em 1703 o amigo deste o imperador Pedro I, com quem logo tornou-se amante e passou a usar o nome Catarina depois de converter-se para a Igreja Ortodoxa Russa.
Pedro e Catarina casaram-se secretamente por volta de 1707 e tiveram doze filhos juntos, porém apenas Ana e Isabel sobreviveram até a idade adulta. O casal tinha uma relação forte e próxima, com o imperador se casando oficialmente com ela em 1712 e lhe fazendo Imperatriz Consorte. Pedro coroou Catarina como co-governante do Império Russo em 1724 e ela assumiu o trono sozinha em 1725 depois da morte do marido, tornando-se a primeira mulher na história a governar a Rússia.
A nova imperatriz foi controlada por seus conselheiros durante a maior parte de seu reinado, porém conseguiu por conta própria reduzir os gastos do exército e dessa forma aliviar o peso dos impostos sobre a população. Catarina morreu em 1727 aos 43 anos de idade devido uma tuberculose e foi sucedida por Pedro II.

## Biografia
A vida de Catarina I foi dita por Voltaire a ser quase tão extraordinária quanto do próprio Pedro I. Não há documentos que confirmam suas origens. Disse ter nascido em 15 de abril de 1684, ela foi originalmente chamada de Marta Helena Skowrońska. Marta era filha de Samuel Skowroński, posteriormente escrito Samuil Skavronsky, um camponês lituano de origem polonesa, um católico romano, que em 1680 casou-se com Dorothea Hahn em Jakobstadt.
Em 1703, quando Pedro, o Grande fundou São Petersburgo, tornou-se sua amante, casando-se em segredo em 1707, depois de se ter convertido à fé ortodoxa e tomar o nome de Catarina Alekséievna. À data do casamento tinham já sete filhos, nenhum dos quais sobreviveu até à idade adulta. Tiveram no total doze filhos dos quais sobreviveram Ana (1707) e Isabel (1709). Enquanto se construía a cidade, viveram numa cabana onde ela cozinhava e ele cuidava do jardim. Quando se mudaram para um palácio, conservaram-na rodeando-a de uma vala.
A sua correspondência mostra que o casal sempre manteve grande cumplicidade, e ela cuidava do czar pessoalmente durante os seus ataques epilépticos. Diz-se que só discutiram uma vez, devido à execução por corrupção do secretário de Catarina.

## Imperatriz

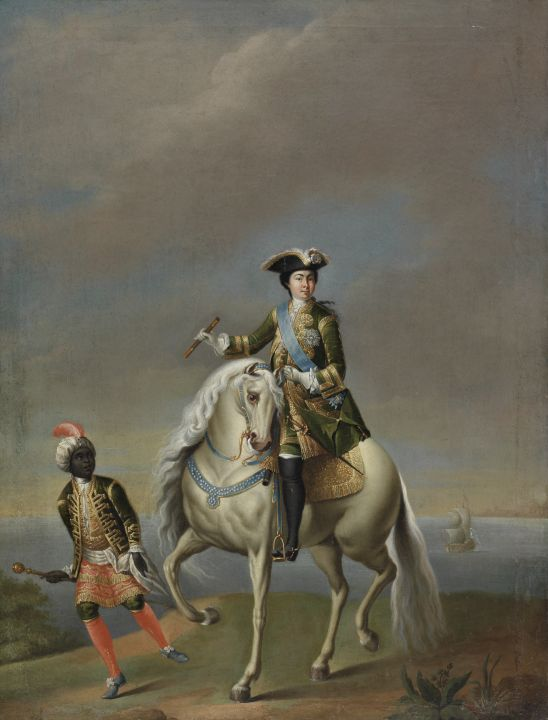
Retrato equestre da Imperatriz Catarina I por Georg Cristoph Grooth.

Em 1711 acompanhou o czar na Campanha de Prut, contra a Turquia, e conta-se que salvou a vida de Pedro quando estava rodeado por um exército muito superior, sugerindo-lhe que se rendesse e utilizando as suas jóias e as das suas damas para subornar o Grão-Vizir. Pedro I premiou-a casando-se com ela, desta vez oficialmente, na Catedral de Santo Isaac, apesar de ele estar casado com Eudoxia Lopukhina, a quem havia internado num convento e com quem tinha um filho, Alexis Petrovich, que executou (diz-se que com as próprias mãos). Deu a Catarina o título de Imperatriz, sendo a primeira mulher a ter este título: até então as esposas do czares eram conhecidas como suas consortes. Em 1724, foi nomeada co-regente.
Durante o reinado de Pedro I foi efectuada uma profunda reforma do Exército, que permitiu a pessoas sem título nobiliárquico a possibilidade de aceder ao corpo de oficiais, acabando assim com o monopólio da nobreza nesses cargos, e nomeando-os também para cargos públicos, baseando-se na competência. Assim, ao morrer o czar em 1725 designando-a sua sucessora, teve que fazer frente à oposição do clero e dos boiardos, que estavam contra as reformas realizadas, e à do povo que apoiava os direitos do príncipe Pedro, filho do já falecido czarevich Alexei Petrovich. A nobreza nova do círculo de Pedro I, com Menshikov à cabeça, e os seus colaboradores burgueses apoiaram-na, e a guarda proclamou-a Imperatriz. Foi o início de uma época da História da Rússia caracterizada por contínuos golpes de Estado e pelo governo de favoritos.
Menshikov tornou-se o efetivo chefe do governo, trabalhando através do recém-estabelecido Conselho Privado, mas caiu do poder com a morte de Catarina. Sua filha Isabel tornou-se imperatriz (1741-1762), dando início à época de despotismo esclarecido do Império Russo.

## Posteridade
1. Pedro Petrovich (1704-1707)
2. Paulo Petrovich (1705-1707)
3. Catarina Petrovna (1706-1708)

Monograma imperial de Catarina

4. Ana Petrovna (1708-1728) casada com Carlos Frederico, Duque de Holsácia-Gottorp (1700-1739).
5. Isabel da Rússia (1709-1762) Imperatriz da Rússia.
6. Maria Petrovna (1713-1715)
7. Margarida Petrovna (1714-1715)
8. Pedro Petrovich (1715-1719) grão-duque da Rússia.
9. Paulo Petrovich (1717)
10. Natália Petrovna (1718-1725) grã-duquesa da Rússia.
11. Pedro Petrovich (1723)
12. Paulo Petrovich (1724)